# Drymonia variegata
Drymonia variegata är en tvåhjärtbladig växtart som beskrevs av Uribe. Drymonia variegata ingår i släktet Drymonia och familjen Gesneriaceae. Inga underarter finns listade i Catalogue of Life.